# I Feel Good and I'm Worth It
I Feel Good and I'm Worth It är ett studioalbum av den svenske sångaren Peter Jöback, släppt 2002. På den svenska albumlistan placerade det sig som högst på andra plats.

## Låtlista
1. "She's Like a Butterfly" - 4:04
2. "Sinner" - 4:18
3. "Help Somebody" - 4:48
4. "Freeway" - 4:18
5. "My Fatal Love" - 4:21
6. "Crying on the Dancefloor" - 3:54
7. "This is the Year" - 4:09
8. "Heal" - 4:41
9. "Northern Guy" - 3:37
10. "Time to Get Tacky" - 4:03
11. "Undress Me" - 4:36
12. "I'm Gonna Do It" - 4:10
13. "I Feel Good (and I'm Worth It)" - 3:12

## Listplaceringar
| Lista (2002) | Topplacering |
| ------------ | ------------ |
| Sverige      | 2            |